# Клиз (Горњи Алпи)
Клиз (фр. Cluse) насеље је и општина у Француској у региону Прованса-Алпи-Азурна обала, у департману Горњи Алпи која припада префектури Гап.
По подацима из 1999. године у општини је живело 54 становника, а густина насељености је износила 1 становника/km². Општина се простире на површини од 40,15 km². Налази се на средњој надморској висини од 1252 метара (максималној 2.683 m, а минималној 1.027 m).

## Демографија
| 1962. | 1968. | 1975. | 1982. | 1990. | 1999. |
| ----- | ----- | ----- | ----- | ----- | ----- |
| 36    | 39    | 44    | 40    | 35    | 54    |

График промене броја становника у току последњих година